# Науман, Александер
Александер Науман (нем. Alexander Naumann; род. 17 февраля 1979, Магдебург) — немецкий шахматист, гроссмейстер (2005).
В составе 3-й сборной Германии участник 38-й Олимпиады в Дрездене (2008).

## Изменения рейтинга
| Графики недоступны из-за технических проблем. См. информацию на Фабрикаторе и на mediawiki.org. |